# Ciudad Real Madrid
Ciudad Real Madrid je veliki sportski kompleks kojega koristi Real Madrid i svi njegovi omladinski pogoni. Smješten je u parku Valdebebasu u blizini madridske zračne luke Barajasa. Otvoren je u rujnu 2005.
Kompleks ima površinu od oko 1 200 000 m2.Trenutno se koristi oko 30 000 metara kvadratnih. Cijena sveukupnog kompleksa bila je oko 98 milijuna eura. Prvih 70 milijuna eura investirano je za medicinske komplekse te opremanje sveukupnog kompleksa. Kompleks uključuje 12 igrališta, među kojima je i stadion Alfreda di Stéfana na kojemu igra Castilla. Ovdje je smješteno sjedište Realove televizijske postaje. Izgradnju je započeo tadašnji Realov predsjednik Ramón Calderón. Idući radovi na kompleksu trebali bi početi u lipnju 2012.